# Condado de Saare
El condado de Saare (en estonio: Saare maakond) o Saaremaa es el nombre de uno de los quince condados en los que está dividida administrativamente Estonia. Consiste, principalmente, en Saaremaa (Ösel), la mayor isla de Estonia, y varias islas más pequeñas a su alrededor. El condado limita con el condado de Lääne al este y con el condado de Hiiu al norte. Su capital es Kuressaare.

## Historia
Según los descubrimientos arqueológicos, el territorio de Saaremaa ha estado habitado por lo menos cinco mil años.

## Gobierno del condado
Cada uno de los condados de los que se compone el país es regido por un gobernador (en estonio: maavanem), elegido cada cinco años por el gobierno central. Desde el 24 de julio de 2006 este cargo recae en Toomas Kasemaa.

## Municipios
El condado se subdivide en municipios. Hay 1 municipio urbano (estonio: linn - ciudad) y 13 municipios rurales (estonio: vallad - municipios) en el condado.
Municipio urbano:
- 1 Kuressaare

Municipios rurales:
- 2 Kihelkonna
- 3 Laimjala
- 4 Leisi
- 5 Lääne-Saare
- 6 Muhu
- 7 Mustjala
- 8 Orissaare
- 9 Pihtla
- 10 Pöide
- 11 Ruhnu
- 12 Salme
- 13 Torgu
- 14 Valjala